# Емблема Непалу
Емблема Непалу — один з офіційних символів держави. Змінена під час періоду узгодження після Непальської громадянської війни.

## Опис
Нову емблему Непалу затверджено 30 грудня 2006. Емблема Непалу містить прапор Непалу, гору Еверест, зелені пагорби, що відображають у символічній формі горбкуваті області Непалу й жовтий колір, що відображає в символічній формі родючу область, з'єднані чоловічі й жіночі руки, що символізують рівноправність статей, і гірлянду рододендронів (національна квітка). Поверх цього — білий силует у формі географічних обрисів Непалу. У нижній частині — темно-червоний (гербовий колір Непалу) світок з національним девізом на санскриті: जननी जन्मभूमिश्च स्वर्गादपी गरीयसी (janani janmabhumisca svargadapi gariyasi), що перекладається як «Мати й Батьківщина більше, ніж небеса». Текст девізу, часто прийнятий за уривок з «рамаяни», насправді ставиться до добутку «Анандамат» (автор — Банкім Чандра Чаттопадьяй).

## Герб Королівства Непал
На гербі, що використався до 30 грудня 2006 року, були присутні зображення білої корови, зеленого фазана (гімалайський монал), Сонця й Місяця, двох солдатів гуркха (в одного з них за поясом кривій ніж (кукри) і луком у руках, а в іншого гвинтівка), піків Гімалаїв, двох перехресних непальських прапорів і кукри, слідів Горатхака (божество опікуна Гуркха) і королівського головного убору. Це варіант герба також містив червоний сувій з національним девізом. Цьому гербу передувала емблема Непалу.